# Leotrim Bekteshi
Leotrim Bekteshi (Berlino, 21 aprile 1992) è un calciatore kosovaro, difensore del Llapi.

## Biografia
Bekteshi è nato in Germania, a Berlino, da genitori originari di Kosovska Mitrovica.

## Carriera

### Club
Bekteshi è cresciuto nelle giovanili del Trepça 89. Ha giocato poi nella prima squadra dello stesso club dal 2012 al 2015, anno in cui si è trasferito al Besa Peć. Nel calciomercato invernale del 2016 è passato all'Iskra Borcice, per cui ha esordito in data 5 marzo: è stato schierato titolare nel pareggio per 0-0 sul campo dello Žilina II.
Nell'estate 2016 ha fatto ritorno in Kosovo, al Gjilani. Il 31 maggio 2018 è stato reso noto il suo passaggio al Prishtina, a cui si è legato con un contratto biennale. Con questa maglia, il 27 giugno 2019 ha debuttato nelle competizioni europee per club: è sceso in campo in occasione dell'andata del primo turno di qualificazione all'Europa League 2019-2020, in occasione del pareggio casalingo per 1-1 contro il St Joseph's.
Il 16 febbraio 2022 è stato ingaggiato dai norvegesi del Mjøndalen.
Il 27 agosto 2022 è tornato in patria, per giocare nel Ballkani.

### Nazionale
Nel 2020 ha giocato una partita nella nazionale kosovara.

## Palmarès

### Club

#### Competizioni nazionali
- Campionato kosovaro: 2

Prishtina: 2020-2021
Ballkani: 2022-2023
- Coppa del Kosovo: 1

Prishtina: 2019-2020
- Supercoppa del Kosovo: 1

Prishtina: 2020